# Wasserburg Netra
Die Wasserburg Netra ist ein stattlicher Renaissancebau am westlichen Ortsrand von Netra, einem Ortsteil der Gemeinde Ringgau im nordhessischen Werra-Meißner-Kreis, unmittelbar neben der Kreisstraße 23 nach Grandenborn.

## Geschichte
Als mit Andreas von Netra im Jahre 1558 das Geschlecht der Herren von Netra im Mannesstamm ausstarb, fiel ihr Besitz in Netra, einschließlich einer wohl bereits seit dem 13. Jahrhundert bestehenden Wasserburg und dem Gericht, an die mit ihnen stammesverwandten Herren von Boyneburg-Hohnstein. (Ein Conrad aus dem weitverzweigten Geschlecht der Boyneburger nannte sich ab etwa 1277 von Netra.) Die Boyneburger brachen die bestehende Burganlage bzw. deren Reste ab und errichteten an ihrer Stelle in den Jahren 1590–1600 eine neue und verhältnismäßig große Burg. Das Wasser ihres umlaufenden Wassergrabens wurde durch einen kurzen Kanal vom rund 120 m weiter westlich verlaufenden Leimbach hergeleitet und durch einen zweiten Kanal wieder in den Leimbach geleitet, der danach etwa 50 m weiter westlich in die südlich vorbeifließende Netra mündet.
Mit dem Aussterben der Herren von Boyneburg-Hohnstein im Jahre 1792 fiel deren – bereits sehr vernachlässigte – Burg mit dem dazugehörigen Grundbesitz als erledigtes Lehen an die Landgrafschaft Hessen-Kassel heim. Die landgräfliche Verwaltung richtete den Bau wieder her und machte aus dem Gutsbesitz eine Staatsdomäne, die bis 1904 bestand.

## Anlage

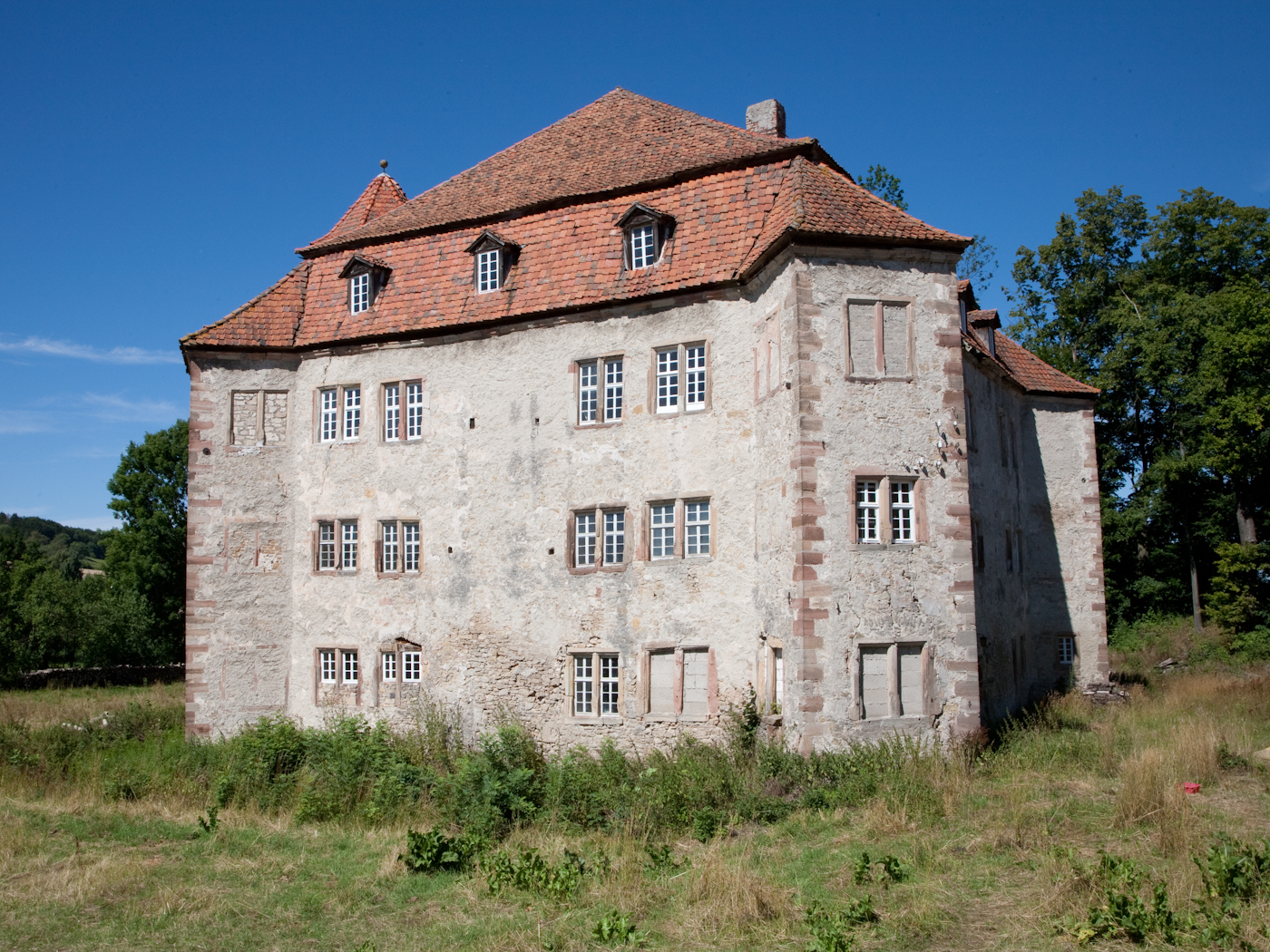
Die Wasserburg Netra von Osten

Die Burg hat einen grundsätzlich quadratischen Grundriss von etwa 20 × 20 m Seitenlänge. An jeder Ecke befindet sich ein diagonal hervorstehender, als Flankierungsturm gestalteter und bis zur Dachtraufe reichender Eckrisalit von etwa 4 × 4 m Grundfläche. Leicht versetzt vor der Mitte der Südwestseite steht ein hexagonaler Treppenturm, dessen Zeltdach das Hauptgebäude leicht überragt; er stürzte im Jahr 1922 teilweise ein, wurde aber 1957 wieder aufgebaut. Der aus Bruchstein gemauerte, teilweise noch verputzte Burgbau selbst ist dreigeschossig und mit einem zweigeschossigen Mansardwalmdach aus roten Ziegeln gedeckt. Teile des ersten Stockwerkes wurden im Stil des Barock umgestaltet. Es wird angenommen, dass die Fenster an den Seiten der Eckrisalite aufgrund einer während der Zeit des kurzlebigen Königreichs Westphalen (1807–1813) eingeführten Fenstersteuer zugemauert wurden. Der Wassergraben wurde 1847 an der Nordostseite zugeschüttet und ist an den anderen Seiten noch heute vorhanden.
Das Gebäude befindet sich in Privatbesitz und kann nur von außen besichtigt werden.